# 엘림넷과 하이온넷 사건
엘림넷과 하이온넷 사건은 대한민국에서 GPL이 관련된 최초의 법정 사건이다.

## 배경
한O엽은 주식회사 엘림넷 보관됨 2018-11-19 - 웨이백 머신에 근무하면서 GPL 라이선스가 적용되는 소프트웨어 VTun을 토대로 하여 패킷 병합 모듈을 포함하는 ETun을 개발했다. 그는 2004년 11월에서 12월 사이에 R&D팀, 기술운영팀, 영업팀에서 9명의 다른 직원들과 함께 하이온넷 주식회사로 직장을 옮겼다. 이 과정에서 한O엽은 ETun의 소스코드를 엘림넷에 인계하지 않고 자신이 가져 갔으며, 다른 직원들은 고객 자료와 회원 이용계약서 등 엘림넷의 내부 중요 서류를 가지고 갔다. 하이온넷은 ETun을 토대로 한 프로그램(HL)을 이용하여 엘림넷과 동일한 사업을 시작했다.
엘림넷 측은 하이온넷의 사장과 직원 세 명에게 부정경쟁 방지법 위반으로 형사 고발을, 하이온넷을 상대로 저작권 침해 금지와 손해 배상을 목적으로 민사 소송을 걸었다.
- 2005년 9월 8일 서울중앙지방법원 형사 재판 1심에서 하이온넷 한O엽 외 3인에게 유죄를 선고하였다.
- 2005년11월 1일 서울중앙지방법원 형사 재판 2심에서 하이온넷 한O엽 외 3인에게 유죄를 선고하였다.
- 2006년 9월28일 엘림넷과 피고인들은 피고인들의 소송 대리인인 법무법인 다래 사무실에서 김준성 변호사의 입회하에 본 건과 관련하여 어떠한 소송도 추가로 제기하지 않기로 합의하였다.
- 2006년 9월29일 엘림넷은 상기 합의서에 따라 서울중앙지방법원에 민/형사 소취하서를 제출하였다.
- 2006년 11월 24일 피고인들은 소송 대리인 법무법인 다래를 통해 대법원에 상고하였다.
- 2009년 2월 12일 대법원은 '피고인들의 상고를 모두 기각한다'고 선고하였다. (형사사건 유죄판결)

## GPL
자유소프트웨어재단 측은 엘림넷이 GPL에 따르면 ETun의 소스를 배포해야 함을 알고 있으면서 배포하지 않고 영업을 해 온 것으로 오인하여 엘림넷에 여러 형태(내용증명,이메일,방문 등)의 압박을 가해 왔으나, 판결문과 하이온넷 한O엽 외 3인 명의로 2006년 9월 28일자 KLDP 게시판 및 10월 2일자 전자신문에 게재한 아래의 공개 사과문에서 확인할 수 있듯 한O엽은 퇴사 후에도 엘림넷에 소스코드조차 인계하지 않았으며, 엘림넷이 피고들을 고소한 이유 중의 하나가 바로 Etun 소스코드를 인계 받기 위함이었다. 결국 엘림넷은 검찰의 압수수색을 통해서 한O엽의 노트북에 보관되어 있던 소스코드를 검찰의 도움을 받아 인계 받을 수 있었다.

공개 사과문(2006. 9. 28 KLDP 게시판 및 2006. 10. 2 전자신문 게재)

1. 본인들은 2004년 11월 주식회사 엘림넷과 동일한 사업과 영업을 개시하면서 다수의 영업·운영·개발 인력을 이동시키는 등 불공정한 방법으로 엘림넷에 손실을 초래케 한 점

2. 주식회사 엘림넷 퇴사 시 VPN 핵심 소스코드의 인계과정에서 물의를 일으킨 점

3. KLDP BBS를 통해 주식회사 엘림넷의 명예를 실추시킨 점 등을 뉘우치며, 주식회사 엘림넷 임직원들에게 깊은 사과의 말씀을 드립니다.

㈜하이온넷 한O엽 외 3인

서울중앙지방법원 판결에 따르면, 본 사건은 단순한 소스코드의 문제가 아니라 이를 포함한 집합적 기술적 노하우, 인력, 영업비밀 등을 대거 유출하여 후발업체인 하이온넷의 VPN사업에 사용하게 함으로써 엘림넷의 존립에 중대한 위협을 초래했던 부정한 범죄행위로 판시하였다.

## 자유 소프트웨어 재단
자유 소프트웨어 재단은 ETun이 GPL 소프트웨어이므로 소스코드를 영업비밀로 볼 수 없다는 의견을 형사사건을 맡은 재판부에 제출해 달라는 한O엽 측의 요청을 받아들여 이번 사건에 대해 개입하기 시작했다. 먼저 자유 소프트웨어 재단은 GPL 소프트웨어를 사용했으면서도 GPL 조항의 의무를 이행하지 않은 엘림넷과 하이온넷 양사에 대해 공개 사과문을 발표하고 ETun, HL의 소스코드를 공개할 것을 요구했다. 또한 형사사건을 맡은 재판부에 ETun이 GPL 라이선스를 따라야 하며 소스코드가 자유롭게 공개되어야 하므로 ETUN 소프트웨어 자체는 영업비밀이 될 수 없다는 의견을 제출하였다.
하이온넷 한O엽은 수사과정에서 죄를 경감할 목적으로 GPL을 주장하며 자유소프트웨어재단의 지원을 요청하였고, 자유소프트웨어재단의 요청에 따라 소스코드를 공개하고 사과문을 게재하였다.
엘림넷은 한O엽이 재직 중 특허출원했던 Etun이 GPL을 기반으로 한 것이라는 것을 수사과정에서 처음으로 알게 되었고, 소송 진행 중에 판결에 영향을 줄 수 있는 행위를 하는 것은 적절치 못하다는 의견을 자유소프트웨어재단 측에 전달하였다.